# Oxacã
Oxacã (em armênio: Օշական; romaniz.: Ošakan) ou Avexacã (Աւշական, Awšakan) é uma aldeia no município de Astaraque, na província de Aragatsotn, na Armênia.

## História
Oxacã localizava-se no distrito de Aragazócia da província de Airarate, no Reino da Armênia, ao norte da cidade de Valarsapate. De acordo com Moisés de Corene, no reinado de Cosroes III (r. 330–339), Vaanes I e Pancrácio I reuniram tropas e marcharam contra 20 mil invasores nômades que sitiavam Valarsapate. Os nômades foram repelidos para Oxarcã, onde seu líder foi derrotado e eles dispersaram. Num relato ligeiramente diferente, Fausto, o Bizantino atribuiu a derrota dos invasores a Vache I, que os derrotou e massacrou perto da cidade.
Moisés afirmou que Cosroes III entregou Oxarcã aos Amatúnios de Vaanes como recompensa por suas ações, Essa concessão não foi mencionada por Fausto, mas é corroborada pelo relato de Lázaro de Farpe que atesta que os Amatúnios detinham controle sobre ela no século V. Em fevereiro de 440, Vaanes II levou o corpo do falecido católico Isaque I, o Parta (m. 439) para Oxacã, onde uma tumba de grande distinção foi feita e multidões de pessoas de Airarate fizeram festa em sua honra. Corium afirmou que Mesrobes Mastósio também foi sepultado ali.